# Streptodornase
Streptodornase (von Streptococcus Desoxyribonuclease) ist eine aus Streptokokken gewonnene Desoxyribonuklease I (DNase I). 
1903 entdeckte Torasaburi Araki (1866–1942) die Streptodornase und 1948 wurde sie von Moses Kunitz (1887–1978) aus Rinderpankreas kristallin dargestellt.
1949 wurden William S. Tillett und Lauritz Royal Christensen für die Entdeckung und Aufreinigung von Streptodornase (und Streptokinase) mit dem Albert Lasker Basic Medical Research Award ausgezeichnet.
Die Streptodornase kann große DNA-Moleküle sowie Desoxyribonucleoproteine spalten, welche den größten Anteil an Eiter und nekrotischem Gewebe haben. Sie wird deswegen in Verbindung mit Streptokinase zur Behandlung von nekrotischen und infizierten eiternden Wunden eingesetzt. Die Wundverkrustung wird hierbei aufgelöst. Der Name eines entsprechenden Arzneimittels mit Anteilen 4:1 Streptokinase:Streptodornase ist Varidase® (Hersteller: Riemser).